# Mesoleius tarsalis
Mesoleius tarsalis là một loài tò vò trong họ Ichneumonidae.